# Rewolwer Manurhin MR93
MR93 – francuski rewolwer skonstruowany i produkowany w Manufacture de Machines du Haut-Rhin (Manurhin).

## Historia konstrukcji
Firma Manurhin z Haut-Rhin produkcję rewolwerów rozpoczęła w pierwszej połowie lat siedemdziesiątych modelem MR73. Była to doskonała, ale droga broń. Dlatego w latach osiemdziesiątych wspólnie z Rugerem opracowano nową tańszą konstrukcję oznaczoną jako MR88. Nie zdobył on wielkiej popularności – Amerykanie nie chcieli kupować broni "europejskiej", w Europie był albo zbyt amerykański dla Francuzów, albo zbyt europejski dla miłośników broni amerykańskiej.
Zniechęcony do współpracy zarząd firmy Manurhin postanowił opracować następną konstrukcję siłami własnego biura konstrukcyjnego. Na początku lat dziewięćdziesiątych nowa konstrukcja była gotowa. Pozostałością po współpracy z Rugerem była spiralna sprężyna uderzeniowa (MR73 miał płaską sprężynę uderzeniową wzorowaną na rozwiązaniach zastosowanych w rewolwerach Smith-Wesson). Nowy rewolwer był wyposażony w nietypowo umieszczony przycisk zwalniania bębna (po prawej stronie szkieletu, pod lufą, za bębenkiem) i rzadką w rewolwerach osłonę spustu typu "combat".
Produkcję nowego modelu oznaczonego jako MR93 rozpoczęto w 1993 roku. Dzięki zastosowaniu do produkcji nowej broni obrabiarek cyfrowych udało się zmniejszyć cenę rewolweru. W następnych latach rewolwer MR93 znalazł się na uzbrojeniu francuskiej policji. Jest także dostępny na rynku cywilnym.

## Opis konstrukcji
Rewolwer MR93 zbudowany na szkielecie średniej wielkości i posiada wychylany do ładowania na lewą stronę broni sześciokomorowy bęben. Przyrządy celownicze regulowane. Kurkowy mechanizm spustowy ze spiralną sprężyną uderzeniową. Iglica przerzutowa umieszczona w szkielecie. Mechanizm spustowy z samonapinaniem.